# Светловское сельское муниципальное образование
Светловское сельское муниципальное образование — сельское поселение в Ики-Бурульском районе Калмыкии.
Административный центр — посёлок Светлый

## География
Светловское СМО расположено в восточной части Ики-Бурульского района и граничит:
- на западе — с Хомутниковским, Ики-Бурульским и Утсалинским СМО,
- на севере — с Яшкульским районом (Цаган-Уснское СМО),
- на востоке — с Черноземельским районом (Сарульское, Адыковское и Ачинеровское СМО),
- на юге — со Ставропольским краем.

В южной части СМО расположена цепочка Состинских озёр, приуроченных к долине реки Восточный Маныч.

## Население
| 2002 | 2010 | 2011 | 2012 | 2013 | 2014 | 2015 |
| ---- | ---- | ---- | ---- | ---- | ---- | ---- |
| 658  | ↗804 | ↘796 | ↗801 | ↗802 | ↗806 | ↗808 |
| 2016 | 2017 | 2018 | 2019 | 2020 | 2021 |      |
| ↗813 | ↘811 | ↘796 | ↘764 | ↘755 | ↗771 |      |

По состоянию на 01.01.2012 г. население СМО составляет 780 человек или 6,9 % населения Ики-Бурульского района. Большая часть населения проживает в посёлке Светлый — 485 человек или 62,1 % населения СМО. Численность населения посёлков Соста, Шар-Булг, Интернациональный, Хар-Зуха, соответственно, 51 чел. (6,5 %), 89 чел. (11,4 %), 48 чел. (6,1 %), 107 чел. (13,9 %).

### Национальный состав
По данным Всероссийской переписи населения 2010 года:
| Национальность | Численность (чел.) | Процентное соотношение |
| -------------- | ------------------ | ---------------------- |
| Даргинцы       | 504                | 62,69%                 |
| Калмыки        | 102                | 12,69%                 |
| Аварцы         | 52                 | 6,47%                  |
| Чеченцы        | 48                 | 5,97%                  |
| Русские        | 30                 | 3,73%                  |
| Другие         | 68                 | 8,46%                  |
| Всего          | 804                | 100,00%                |

## Состав сельского поселения
| № | Населённый пункт  | Тип населённого пункта          | Население |
| - | ----------------- | ------------------------------- | --------- |
| 1 | Интернациональный | посёлок                         | 48        |
| 2 | Светлый           | посёлок, административный центр | 485       |
| 3 | Соста             | посёлок                         | 51        |
| 4 | Хар-Зуха          | посёлок                         | 107       |
| 5 | Шар-Булг          | посёлок                         | 89        |